# Konstrukt
Ein Konstrukt ist ein nicht empirisch erkennbarer Sachverhalt innerhalb einer wissenschaftlichen Theorie. Konstrukte sind somit gedanklicher bzw. theoretischer Natur. Das bedeutet nicht, dass der betreffende Sachverhalt nicht „existiert“, sondern nur, dass er aus anderen, messbaren Sachverhalten (Indikatoren) erschlossen wird. Daher spricht man auch von latenten Konstrukten (oder latenten Variablen, siehe auch Latentes Variablenmodell). Der Prozess des „Erschließens“ heißt Operationalisierung.
Beispiel: das Konstrukt Intelligenz entzieht sich einer direkten Beobachtbarkeit, kann aber über Indikatoren wie Leistungen in Intelligenztestaufgaben gemessen werden.
Der Begriff Konstrukt ist eng verwandt mit dem Begriff Konzept. Das Konzept betont stärker, dass es sich um einen wissenschaftlichen oder theoretischen Begriff handelt, während bei dem Konstrukt die Betonung auf der Nicht-Beobachtbarkeit liegt.

## Definition von Konstrukten
Konstrukte können auf verschiedene Arten definiert werden
Realdefinition„Die geschichtliche Entwicklung der Sprache legte für Objekte, Eigenschaften, Vorgänge und Tätigkeiten Namen fest, die im Laufe der individuellen Entwicklung eines Menschen gelernt werden. […] Derartige Realdefinitionen sollen auf geeignete Beispiele für die zu bezeichnenden Objekte, Eigenschaften, Vorgänge oder Tätigkeiten verweisen.“
Der Unterschied zwischen Nominal- und Realdefinitionen wird hier näher erklärt.
Carl Gustav Hempel hat darauf hingewiesen, dass unter dem Begriff Realdefinition drei verschiedene Klassen von Fällen verstanden werden können: „die Nominaldefinition, die Bedeutungsanalyse oder die empirische Analyse.“
Nominaldefinition
Analytische Definition„Die wissenschaftliche Verwendung von Begriffen macht deren Bedeutungsanalyse (Hempel, 1954) bzw. analytische Definition erforderlich.  Hierbei handelt es sich nicht um Konventionen, die von Wissenschaftlern eingeführt werden, sondern um Aussagen, die empirisch überprüfbar sein sollen. […] Mit der analytischen Definition gibt der Forscher zu verstehen, was er mit einem Begriff bezeichnen will. […] Es bleibt nun jedermann überlassen, die analytische Definition nachzuvollziehen oder nicht. Ob sich die Definition jedoch bewährt bzw. ob die Definition richtig oder realistisch ist, zeigt letztlich die spätere Forschungspraxis.“
Operationale Definition„Der Begriff ‚operationale Definition‘ (oder Operationalisierung eines Merkmals) geht auf Bridgman (1927) zurück. Die ursprüngliche, auf die Physik zugeschnittene Fassung lässt sich in folgender Weise zusammenfassen: 1. Die operationale Definition ist synonym mit einem korrespondierenden Satz an Operationen […] 2. Ein Begriff sollte nicht bezüglich seiner Eigenschaften, sondern bezüglich der mit ihm verbundenen Operationen definiert werden. 3. Die wahre Bedeutung des Begriffs findet man nicht, indem man beobachtet, was man über ihn sagt, sondern indem man registriert, was man mit ihm macht. 4. Unser gesamtes Wissen ist an Operationen zu relativieren, die ausgewählt wurden, um unsere wissenschaftlichen Konzepte zu messen. Existieren mehrere Sätze von Operationen, so liegen diesen auch mehrere Konzepte zugrunde.“ (siehe auch Operationalismus).

## Konstrukte erster und zweiter Art
Theo Herrmann unterscheidet Konstrukte erster Art, deren Extension und Intension vollständig empirisch bekannt sind, von Konstrukten zweiter Art, deren Intension unbestimmt und deren Extension größer ist, als beobachtet wurde bzw. werden kann (sog. „Bedeutungsüberschuss“).
Konstrukte erster Art sind lediglich Sammelbegriffe, um nicht alle Mitglieder einer Kategorie aufzählen zu müssen. Konstrukte zweiter Art erlauben die Extrapolation auf nicht-beobachtete Sachverhalte, zum Beispiel von der Gegenwart auf die Zukunft oder von einer Stichprobe auf ihre Grundgesamtheit.
Beispiel für ein Konstrukt erster Art:
„Diplompsychologe“: Dieser Begriff bezeichnet alle Menschen, die den Studiengang Psychologie mit der Diplomprüfung erfolgreich abgeschlossen haben.
Beispiel für ein Konstrukt zweiter Art:
Ein Fußballtrainer, der seine Mannschaft zu Höchstleistungen motivieren kann, wird als guter Psychologe bezeichnet. Diese Bezeichnung erlaubt u. a. die Hypothesen, dass er auch in der Zukunft Mannschaften motivieren können wird (Extrapolation) und dass er sich auch außerhalb des Fußballs als Menschenkenner erweisen wird (Verallgemeinerung). Lassen sich die Hypothesen empirisch überprüfen, spricht man in der Wissenschaft von der hypothetico-deduktiven Methode (siehe zum Beispiel Dagfinn Føllesdal: Hermeneutics and the Hypothetico-Deductive Method).

## Konstrukte in der Theoriebildung
Nach dem Soziologen Hanns Wienold sind theoretische Konstrukte Begriffe, die geeignet sind, Beobachtetes aufeinander zu beziehen, ohne dass sie unmittelbar aus beobachteten Sachverhalten erschlossen werden. Im Gegensatz zur „strikt empirischen Wissenschaftskonzeption“ stehend finden theoretische Konstrukte in neueren Wissenschaften Anerkennung als „sinnvolle Bestandteile wissenschaftlicher Theorien“.
In der Psychologie wurde der Konstruktbegriff vor allem von Lee Cronbach und Paul E. Meehl im Kontext der Validitätsprüfung untersucht. Verschiedene Konstrukte und deren Beziehung zueinander bilden demnach ein nomologisches Netzwerk im Sinne einer wissenschaftlichen Theorie, welche empirisch zu überprüfen ist. Wenn beispielsweise für einen neuentwickelten psychologischen Test theoretisch angenommen wird, dass jener ein neues Konstrukt (z. B. Emotionale Intelligenz) erfasst, welches unabhängig von bestehenden Konstrukten (z. B. kognitive Intelligenz) sein soll, dann bilden die beiden Konstrukte ein nomologisches Netzwerk. Dieses Netzwerk, d. h. die theoretisch angenommenen Bezüge zwischen den Konstrukten, ist dann empirisch zu überprüfen (z. B. mittels konfirmatorischer Faktorenanalyse). Sollte sich empirisch zeigen, dass die theoretischen Annahmen in dem nomologischen Netzwerk nicht zutreffend sind, dann kann unter anderem die Theorie verändert, die Operationalisierung des Konstrukts angepasst oder das Konstrukt notfalls auch ganz aufgegeben werden. Im Beispiel würde dies bedeuten, dass wenn sich empirisch die Unabhängigkeit der Emotionalen Intelligenz von der kognitiven Intelligenz nicht nachweisen ließe, auf ein eigenständiges Konstrukt Emotionale Intelligenz verzichtet werden sollte (siehe Ockhams Rasiermesser/Sparsamkeitsprinzip). Konstrukte sind somit wichtige Bestandteile zur Theoriebeschreibung und -überprüfung.